# Schipperskwartier (Antwerpen)
Het Schipperskwartier is een wijk in het centrum van Antwerpen, in het stadsdeel tussen Scheldekaaien en de Leien, administratief onderdeel van het district Antwerpen.
De wijk wordt omgrensd door het Historisch Centrum in het zuidwesten, de noordelijke Scheldekaaien in het westen, het Eilandje in het noorden, de wijk Amandus-Atheneum in het oosten en de Universiteitsbuurt in het zuiden. De grenzen zijn Sint-Paulusstraat, Sint-Pietersvliet en Van Meterenkaai in het westen, Brouwersvliet, Oudeleeuwenrui en Ankerrui in het noorden, Italiëlei in het oosten en Paardenmarkt en Klapdorp in het zuiden.  Het Falconplein, de Falconrui en de Stijfselrui doorkruisen de wijk. Ze refereren naar het gebied in de Middeleeuwse Antwerpse dries waar Falco de Lampage in de 14e eeuw grond aankocht en het Falcontinnenklooster met kerk, gastenverblijf en huizen bouwde. De Brouwersvliet laat schepen tot 200 ton toe, de aldaar ontstane haven maakt dat de aangrenzende wijk uitgroeit tot een werk- en woonplaats voor het schippersambacht. Zeker sinds de 19e eeuw wordt het Schipperskwartier een centrum van prostitutie, de rosse buurt van de stad en zijn haven. De link met de haven werd door de aanwezigheid van het Internationaal Zeemanshuis, dat in februari 2013 gesloopt werd, mee benadrukt. Dit huis was nog een 20e-eeuwse getuige van die geschiedenis, en de vervanging van het voormalige Koninklijk Belgisch Zeemanshuis in dezelfde wijk. Enkele voorbeelden van onroerend erfgoed in de wijk zijn het Hessenhuis en het Apostelinnenklooster.
Afhankelijk van definities wordt soms ook de buurt rond de Sint-Pauluskerk met de erbij horende Sint-Paulusparochie, ten westen van de hierboven geschetste grenzen van de wijk, niet tot het Historisch Centrum maar tot het Schipperskwartier gerekend.
De Waaslandtunnel heeft zijn oostelijke mond in de Oudeleeuwenrui en loopt verder westwaarts onder Brouwersvliet, aan de noordergrens van de wijk. In de wijk is er nauwelijks bediening door het tramnetwerk. Een deel van het traject van lijn 7 volgt de westelijke grens en lijn 1 volgt de oostelijke grens. Lijn 17 van de Antwerpse stadsbus doorkruist in het oosten de wijk.

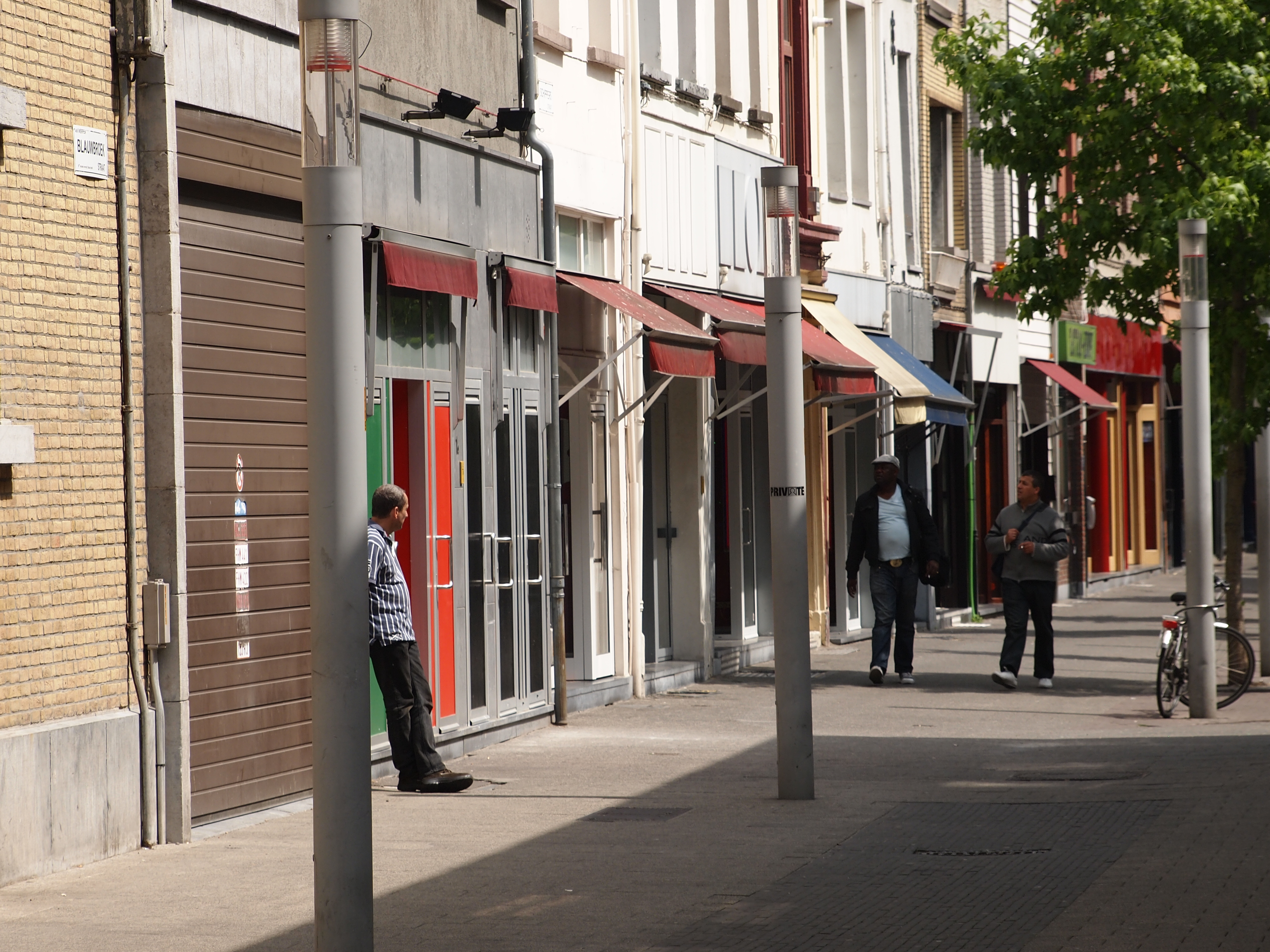
Blauwbroekstraat
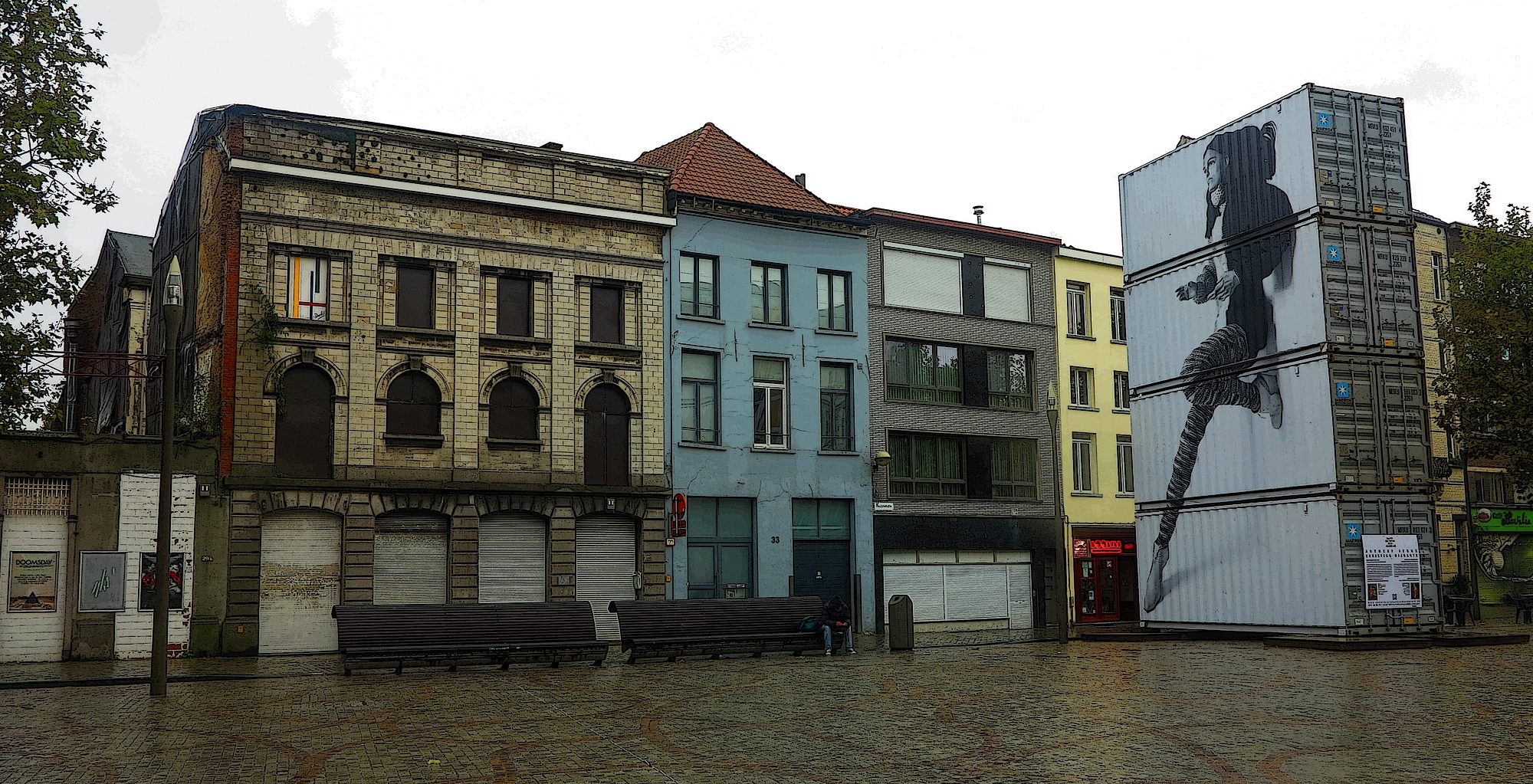
Falconplein